# Christopher Benstead
Christopher Benstead é um sonoplasta estadunidense. Venceu o Oscar de melhor mixagem de som na edição de 2014 por Gravity, ao lado de Skip Lievsay, Niv Adiri e Chris Munro.